# Dino Degani
Dino Degani (Negarine, 7 marzo 1926 – Alcenago, 17 settembre 1944) è stato un partigiano italiano, Medaglia d'argento al valor militare.
Membro della Banda Armata dell'Aquila assieme ai fratelli e al padre, svolse la sua attività nel territorio della Valpolicella, a nord di Verona. Morì a 18 anni dopo essere accorso in aiuto della partigiana Rita Rosani al termine della battaglia di Monte Comun, combattuta tra la Banda dell'Aquila e le forze nazifasciste.

## Attività partigiana

### La Famiglia Degani e la Resistenza
Dino Degani nacque a Negarine il 7 marzo del 1926 da Silvio Degani e Geraldina Lisanti, proprietari di un'osteria di Negrar, l'Osteria Nuova. Terzo di tre fratelli, Alberto (1920), il maggiore, ed Elvio (1922), il minore. Il padre Silvio combatté (e fu ferito) nella prima guerra mondiale come ufficiale di complemento, e nel corso del secondo conflitto mondiale divenne presidente locale del CLN. Alberto, invece, era un esponente del Partito d’Azione clandestino. Anche Elvio e Dino parteciparono alla Resistenza italiana entrando a far parte della Banda Armata dell’Aquila.

### La Banda dell'Aquila
Dino Degani combatté in questo gruppo partigiano attivo dal 1943 al 1945 nella regione della Valpolicella. Precedentemente denominata “La Valpolicella”, la brigata mutò il nome in "Banda Armata dell’Aquila" all’arrivo di Tarcisio "Rostro" Benetti, tenente degli alpini. Il Benetti rimase a capo della Banda dell’Aquila fino all’agosto del 1944 quando la banda venne affidata al colonnello Umberto Ricca. Durante gli anni di attività, la Banda Armata dell'Aquila utilizzò l’Osteria Nuova come luogo di incontro ed organizzazione delle azioni partigiane. Nel 1944, l’Osteria fu parzialmente occupata dai tedeschi, che già occupavano la vicina Villa Bertoldi, e la banda partigiana non poté più usufruirne, spostandosi dunque in un rustico a Monte Comun.

### La Battaglia di Monte Comun
Tra la notte del 16 settembre e la mattina del 17 settembre 1944, due persone fecero visita ai membri della Banda Armata dell’Aquila presso la loro base. Si scoprì in seguito che essi erano alle dipendenze di un sergente maggiore, spia della Zug Gendarmerie di Verona. La stessa sera, due componenti della banda partigiana furono catturati e torturati da membri della Guardia Nazionale Repubblicana, mandati nel vicino villaggio di Stallavena (Grezzana) a reperire ulteriori armi e munizioni.
La GNR, una volta estorte le informazioni, prese contatto con il comando tedesco e organizzò un’azione militare contro la banda, alla quale presero parte una quarantina di soldati tedeschi sotto il comando del tenente Hilz, una Compagnia OP (Ordine Pubblico) della GNR e un Reparto Legione Giovanile Mussolini comandati dal capitano Palmerini per un totale di circa 170 unità. I partigiani, in quattordici sul Monte, impegnarono le truppe repubblichine per rallentarne l'avanzata, sparando da una distanza di circa 150 metri. Tuttavia, essi furono soverchiati dai soldati nemici e il colonnello Ricca diede infine l'ordine di ritirata. Dino Degani, imbracciando uno dei due mitra a disposizione, si mise quindi a copertura della fuga della brigata assieme ad un altro membro, soprannominato "Orso". Compiuta la ritirata, Degani si accorse della mancanza di un membro della brigata, Rita Rosani, e, sebbene ferito, tornò indietro per accertarsi che fosse ancora viva. Colpito di nuovo dagli italo-tedeschi, cadde a terra e fu catturato assieme a Rosani. I due, infine, furono uccisi sul posto con un colpo di pistola e i loro corpi furono recuperati da alcuni abitanti del villaggio di Alcenago. Delle loro morti verrà accusato un sottotenente, che sarà poi assolto nel 1945.
La battaglia di Monte Comun, che lasciò sul campo due morti e tre dispersi tra i partigiani, fu uno degli eventi più importanti della resistenza veronese. La sua ricostruzione è avvenuta grazie alle testimonianze dei sopravvissuti della Banda Armata dell’Aquila. In particolare, il colonnello Ricca, diventato generale, testimoniò diverse versioni: inizialmente sostenne che egli fosse con Rita Rosani al momento della sua morte, mentre in un secondo momento, nel maggio 1946, testimonierà di non essere stato con lei.

Al termine del conflitto, Dino Degani venne insignito della Medaglia d’Argento al Valor militare, su proposta dell'Anpi di Verona. Negli anni, i parenti di Degani hanno richiesto, senza successo, che tale riconoscimento fosse sostituito con la Medaglia d’Oro, assegnata invece alla sola Rita Rosani.

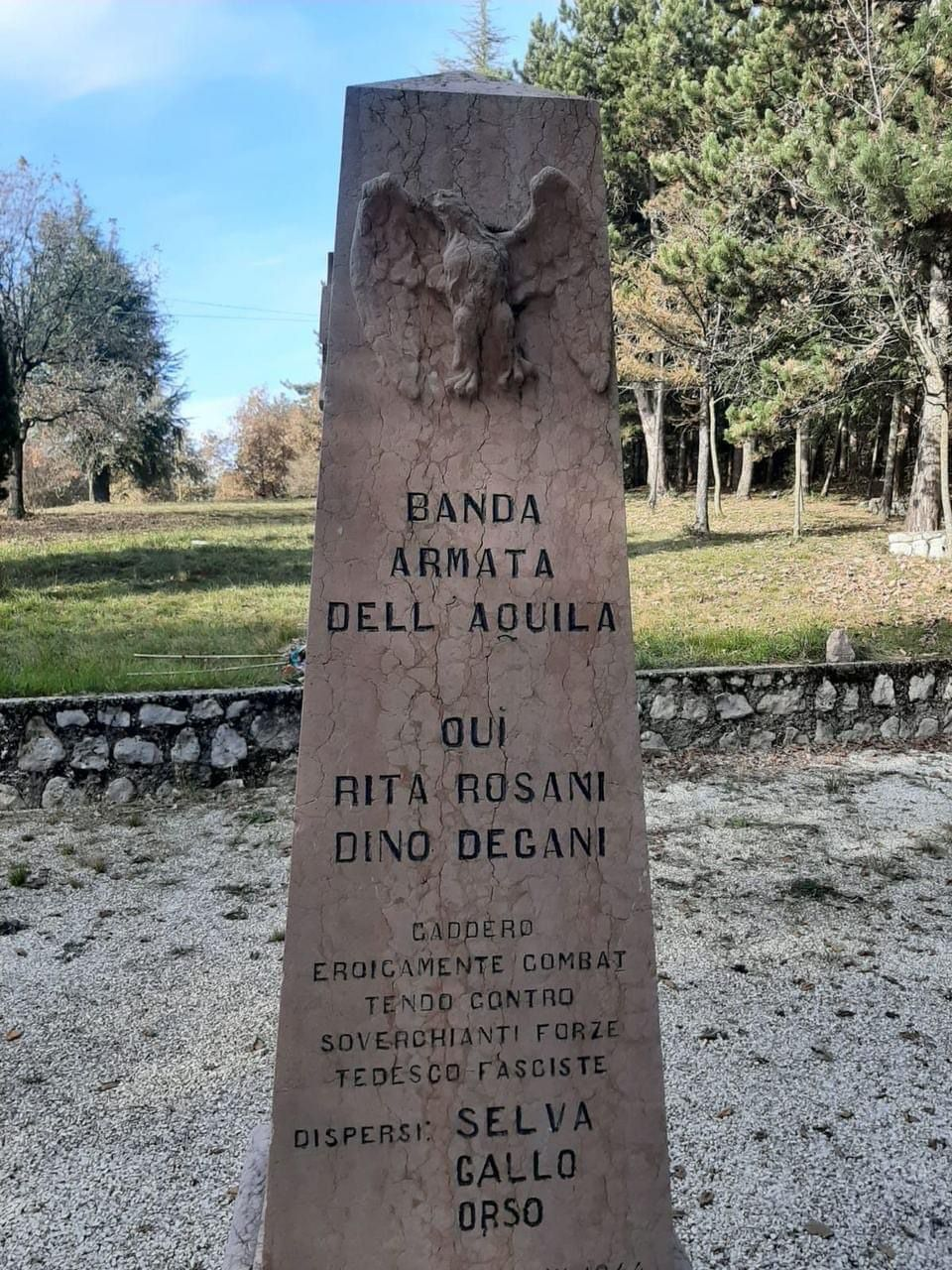
Monumento ai partigiani Rita Rosani e Dino Degani

## Onorificenze e memoria pubblica
Inoltre, hanno intitolato una via in onore di Dino Degani: 
- il comune di Verona, nella frazione di Quinzano[18]
- il comune di Grezzana[19]
- il comune di Negrar[20]

Dino Degani è stato tumulato nella tomba di famiglia. Nei punti dove furono trovati i corpi rispettivamente di Degani e di Rosani sono stati eretti dei cippi di pietra della Lessinia. Successivamente, i due cippi furono trasportati e integrati in un sacrario che onora il sacrificio di Rosani e Degani, assieme a quello dei tre compagni dispersi, "Selva", "Gallo" e "Orso", i cui nomi sono scolpiti su un monolito di marmo rosso di Verona. Da diversi decenni, si tiene nel luogo una commemorazione annuale alla presenza delle autorità, dei rappresentanti veronesi delle associazioni partigiane (Anpi e Fvil), nonché di esponenti della comunità ebraica di Verona, del corpo degli Alpini e di reduci della Seconda Guerra Mondiale.